# KSV Baunatal (Fußballabteilung)
Die Fußballabteilung des Kultur- und Sportvereins Baunatal (kurz KSV Baunatal) ist Teil des rund 8000 Mitglieder zählenden Sportvereines aus Baunatal.

## Geschichte

### Ein Traditionsverein
Ihren Anfang nahm die Tradition des KSV Baunatal Fußball im Jahre 1914. Anlässlich eines Turnfestes wurde zum ersten Mal auf einem Wiesengelände in Baunatal ein Fußballspiel ausgetragen. Von 1976 bis 1979 spielte der Verein in der 2. Fußball-Bundesliga. Während dieser Zeit bestritt der KSV seine Heimspiele im Auestadion in Kassel. Anschließend spielte der KSV bis 1991 in der Amateur-Oberliga Hessen, stieg danach zeitweise in die Landesliga ab. Seit 1999 gehörte der KSV Baunatal wieder der höchsten hessischen Spielklasse, der Fußball-Hessenliga, an.
Größter Erfolg war der Aufstieg in die 2. Fußball-Bundesliga in der Saison 1975/76. Der KSV blieb bis 1979 in der Liga und absolvierte insgesamt 114 Spiele. 2013 gelang dem Verein der Aufstieg in die Fußball-Regionalliga Südwest. Nach Platz 17 in der Saison 2014/15 stieg der Verein nach zwei Jahren aber wieder in die Hessenliga ab.

### Der Weg in die 2. Bundesliga (1964 – 1976)
Nach dem Zusammenschluss der Gründungsvereine KSV Altenritte und KSV Altenbauna im Jahr 1964 wurde kontinuierlich am Aufbau der Fußballabteilung gearbeitet. Mit einer Mischung aus Nachwuchsspielern und Routiniers gelang es innerhalb von sechs Jahren von der A-Liga in die Hessenliga aufzusteigen. Dem Aufstieg folgte 1971 der Abstieg. Allerdings gelang es nach nur einer Saison in der Gruppenliga wieder in die Hessenliga aufzusteigen. Der KSV konnte sich nach dem Wiederaufstieg in der Liga halten und in der Spitzengruppe mitspielen. Zugänge wie Herbert Maciossek, der vorher als Vertragsspieler beim KSV Hessen Kassel und beim Freiburger FC tätig war, brachten den KSV Baunatal weiter voran. Mit späteren Zweitligaspielern wie Horst Kilian, Bernd Lichte, Siegfried Bronnert, Werner Bliska und Erhard Hofeditz gelang in der Saison 1974/75 der 4. Platz in der Hessenliga. Mit Spielern wie Otto Kastl und Georg Patzer erweiterte der Verein seinen Kader in der Saison 1975/76. Am Ende wurde der KSV Baunatal unter Trainer Hans Michel mit 3 Punkten Vorsprung vor dem VfR Bürstadt Meister und stieg in die 2. Bundesliga auf.

### Abenteuer 2. Bundesliga (1976 – 1979)
In der Saison 1976/77 kam mit Peter Velhorn ein Trainer zum KSV Baunatal, der mit SC Tasmania 1900 Berlin, Schwarz-Weiß Essen, Wacker 04 Berlin und 1. FC Schweinfurt 05 bereits Erfahrung in der Regionalliga bzw. Bundesliga gesammelt hatte. Mit Bernd Blacha, Jochem Ziegert vom KSV Hessen Kassel und Manfred Grawunder, Norbert Fricke von Eintracht Braunschweig kamen weitere Spieler zur Mannschaft dazu. Am Ende erreichte man den 15. Platz der Liga. Der KSV Baunatal war zu dieser Zeit mit über 3200 Mitgliedern bereits einer der größten Vereine in Hessen und der viertgrößte Verein aller Zweitbundesligisten. In der Saison 1977/78 reichte es am Ende nur zu einem 16. Platz, die Klasse konnte aber gehalten werden. Trotz der Verpflichtung von erfahrenen Spielern wie Günter Oleknavicius ehemals SC Fortuna Köln und Kickers Offenbach, Eckhard Deterding ehemals Werder Bremen und Hannover 96 und dem Nachwuchsspieler Wolfgang Reichel, der in der Vorsaison mit den A-Junioren des FC Schalke 04 deutscher Juniorenmeister wurde, gelang es dem KSV Baunatal nicht sich in der Liga besser zu positionieren. In der Saison 1978/79 kam mit Bernd Oles ein Trainer, der schon einmal den DFB-Pokal gewonnen hatte (1960 Borussia Mönchengladbach).
Trotz weiterer Neuverpflichtungen, wie dem erfahrenen Uwe Erkenbrecher, vordem Werder Bremen und Wattenscheid 09 und den Nachwuchsspielern Wayne Thomas und Wolfgang Sandhowe konnte die Liga nicht gehalten werden. Der KSV Baunatal stieg nach 3 Jahren Zugehörigkeit als Tabellenneunzehnter in die Oberliga Hessen ab.
| Saison  | Liga                  | Platz | Tore  | Punkte |
| ------- | --------------------- | ----- | ----- | ------ |
| 1976/77 | 2. Fußball-Bundesliga | 15.   | 64:82 | 33:43  |
| 1977/78 | 2. Fußball-Bundesliga | 16.   | 55:80 | 34:42  |
| 1978/79 | 2. Fußball-Bundesliga | 19.   | 49:67 | 26:50  |

### Der Weg in die Regionalliga (1979–2013)
Nach dem Abstieg aus der 2. Bundesliga im Jahr 1979, spielte der KSV Baunatal bis 1991 in der hessischen Oberliga, 1991 stieg er in die Landesliga ab, wo er bis 1994 verblieb. Danach ging es wieder für ein Jahr in die Oberliga, der sofortige Wiederabstieg bedeutete nochmals vier Jahre Landesliga. Seit 1999 spielte der Verein kontinuierlich in der Oberliga, bzw. der späteren Fußball-Hessenliga. Nachdem der KSV Baunatal in den letzten Jahren kontinuierlich mit um den Titel der Fußball-Hessenliga spielte und im Rennen um den Aufstieg meist nur knapp unterlag, wurde dieser am vorletzten Spieltag der Saison 2012/13 mit einem 3:1-Sieg gegen den FSV 1926 Fernwald erreicht. Ein Abrutschen hinter den 4. Tabellenplatz war unmöglich geworden, da nur der FSC Lohfelden und Eintracht Stadtallendorf für die Fußball-Regionalliga Südwest gemeldet hatten, und beide Clubs den KSV Baunatal nicht mehr einholen konnten. Am 22. Mai 2013 gab auch das Präsidium des Gesamtvereins „Grünes Licht“ für den Aufstieg. Am 25. Mai 2013 wird der KSV Baunatal mit einem 2:1-Sieg bei Viktoria Griesheim Meister der Hessenligasaison 2012/13. Am Ende der Saison 2013/14 belegte der Verein zwar den vorletzten Tabellenplatz in der Regionalliga Südwest, hielt aber dennoch die Klasse, da sowohl die SG Sonnenhof Großaspach als auch die zweite Mannschaft des 1. FSV Mainz 05 in die 3. Liga aufstiegen und zudem keine Mannschaft aus der Hessenliga in die Regionalliga aufstieg.
| Saison  | Liga                 | Platz | Tore  | Punkte |
| ------- | -------------------- | ----- | ----- | ------ |
| 2001/02 | Hessenliga           | 14.   | 52:60 | 38     |
| 2002/03 | Hessenliga           | 06.   | 68:58 | 51     |
| 2003/04 | Hessenliga           | 11.   | 51:60 | 39     |
| 2004/05 | Hessenliga           | 05.   | 64:51 | 51     |
| 2005/06 | Hessenliga           | 14.   | 38:48 | 41     |
| 2006/07 | Hessenliga           | 13.   | 48:47 | 41     |
| 2007/08 | Hessenliga           | 08.   | 55:46 | 59     |
| 2008/09 | Hessenliga           | 05.   | 77:62 | 54     |
| 2009/10 | Hessenliga           | 03.   | 76:50 | 66     |
| 2010/11 | Hessenliga           | 03.   | 75:56 | 58     |
| 2011/12 | Hessenliga           | 02.   | 82:48 | 70     |
| 2012/13 | Hessenliga           | 01.   | 69:43 | 65     |
| 2013/14 | Regionalliga Südwest | 17.   | 33:71 | 25     |
| 2014/15 | Regionalliga Südwest | 17.   | 22:82 | 16     |
| 2015/16 | Hessenliga           | 12.   | 63:64 | 39     |
| 2016/17 | Hessenliga           | 09.   | 60:53 | 41     |
| 2017/18 | Hessenliga           | 10.   | 59:52 | 44     |
| 2018/19 | Hessenliga           | 07.   | 53:57 | 48     |

### Viertklassigkeit im Parkstadion: Die Regionalliga (2013 – 2015)
Nach 14 Jahren in der Hessenliga stieg der KSV Baunatal 2013 in die Regionalliga Südwest auf. Mit einem Etat von rund 400.000 Euro sollte die Liga gehalten werden. Dieser Etat ist für die Regionalliga vergleichsweise gering, so plante Ligakonkurrent KSV Hessen Kassel für die gleiche Saison mit einem (im Vergleich zur Vorsaison bereits reduzierten) Etat von 1,75 Millionen Euro. Entsprechend dem Etat plante der KSV Baunatal keine großen Veränderungen in der Mannschaft. Der Verein baute auf Nachwuchsspieler und hatte sich mit Spielern aus der Region ergänzt. Nachdem der KSV Baunatal trotz einer guten Rückrunde die Saison zunächst nur auf dem 17. Tabellenplatz beendete, war der Klassenerhalt in weite Ferne gerückt. Der 1. FC Saarbrücken und der SV Elversberg steigen aus der 3. Fußball-Liga ab und mit ihnen zunächst auch die theoretischen Chancen auf einen Klassenverbleib. Da Eintracht Frankfurt seine Nachwuchsmannschaft zurückgezogen hatte und der SSV Ulm 1846 die wirtschaftlichen Bedingungen für einen Verbleib in der Liga nicht erfüllte, gleichzeitig die SG Sonnenhof Großaspach und die Nachwuchsmannschaft vom 1. FSV Mainz 05 am 1. Juni 2014 in die 3. Fußball-Liga aufstiegen, verblieb der KSV Baunatal zunächst für 2014/15 in der Regionalliga Südwest. Es folgte der unmittelbare Abstieg zurück in die Hessenliga zur Saison 2015/16.

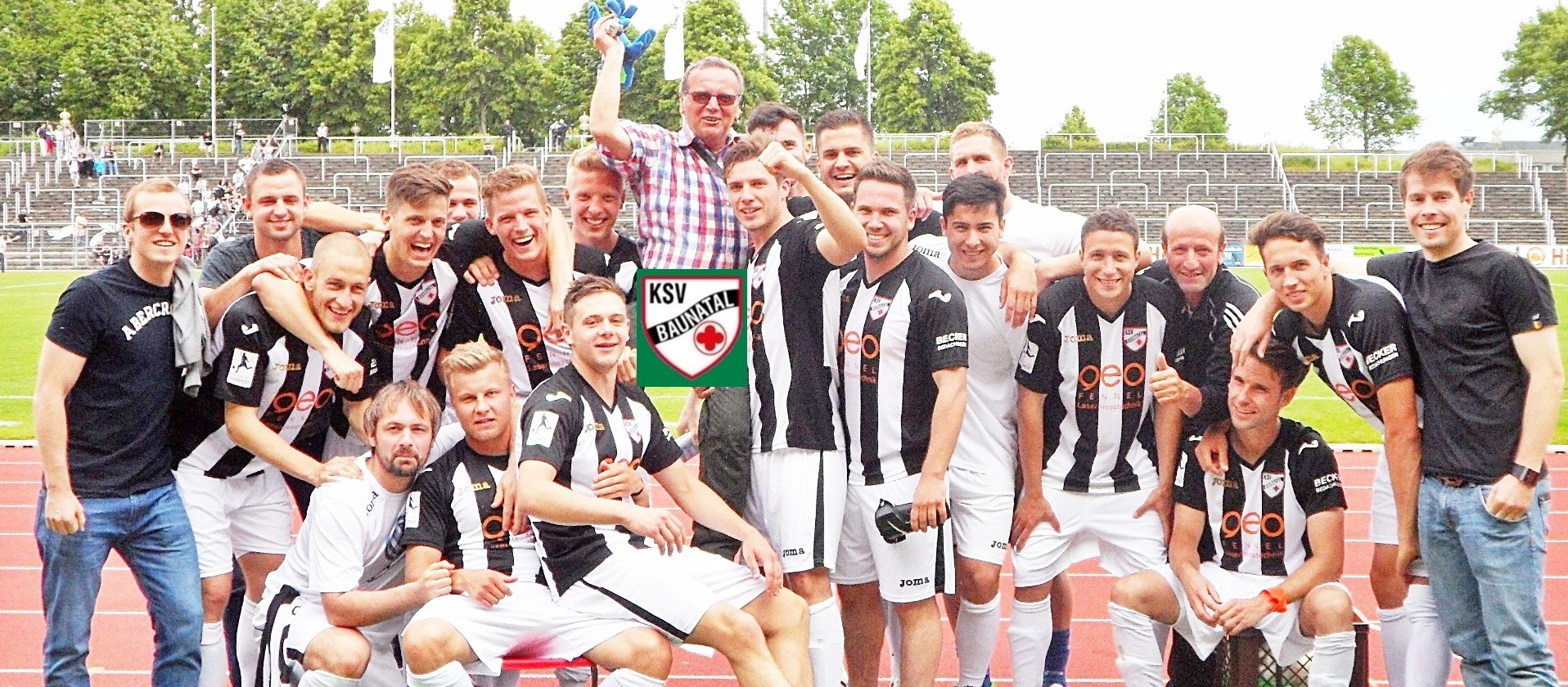
Mannschaft des KSV Baunatal Regionalliga Südwest bei der Saison-Abschlussfeier am 24. Mai 2014 nach einem Sieg von 2:0 über den SSV Ulm im Parkstadion Baunatal

### Zurück in der Hessenliga (2015 – Gegenwart)
Seit der Saison 2015/16 spielt der KSV Baunatal in der Hessenliga und platzierte sich stets im Mittelfeld.

## Erfolge
- Hessenpokal-Gewinner: 1982 und 1983
- Fußball-Hessenliga Meister 2013

## Jugendarbeit
Viele Spieler im Seniorenbereich kamen und kommen aus der eigenen Jugend des KSV Baunatal. Zum Beispiel Daniel Leipold, Mario Wolf, Jaroslaw Matys, Thorben Grill, David Simoneit, Lars Frerking oder Daniel Borgardt. Die Jugendmannschaften spielen fast durchgängig in den höchsten hessischen Ligen. In der Saison 2003/04 spielte der KSV Baunatal mit seinen A-Junioren in der A-Junioren Bundesliga Süd-West. Gegner wie Bayern München, VfB Stuttgart oder auch der 1. FC Kaiserslautern, waren in Baunatal zu Gast.

## Sponsoren
Im Sponsoring bestehen langjährige Partnerschaften mit dem KSV Baunatal. Neben dem Vertrieb Original Teile ist auch die Firma Becker Bedachungen aus Baunatal bereits seit über 10 Jahren Hauptsponsor. Im Aufstiegsjahr kamen die Firma geo-Fennel aus Baunatal, das spanische Sportartikelunternehmen Joma und der Finanzdienstleister MLP AG Kassel II dazu. Darüber hinaus gibt es viele Sponsoren aus der Region wie z. B. die Hütt-Brauerei aus Baunatal und Rhönsprudel.

## Ehemalige Fußballspieler und Trainer des KSV Baunatal in höheren Ligen
Die nachfolgenden Spieler/Trainer spielten oder spielen in höheren Ligen. Viele von ihnen kommen aus der eigenen Jugend des KSV Baunatal:
- Erhard Hofeditz (1973–1977, 1985–1991, 1992–1993), (später TSV 1860 München, 1. FC Kaiserslautern, Karlsruher SC, Kickers Offenbach)
- Hans-Dieter Diehl (1976–1980), (zuvor 1. FC Kaiserslautern)
- Wayne Thomas (1978–?), (später Bayer 05 Uerdingen, Alemannia Aachen, Hannover 96, Kickers Offenbach)
- Zoran Zeljko (1987–1990), (später MSV Duisburg)
- Thomas Pfannkuch (?–1990), (später Borussia Mönchengladbach, Eintracht Braunschweig)
- Mirko Dickhaut (1989–1992), (später Eintracht Frankfurt, VfL Bochum, bis 2011 Trainer KSV Hessen Kassel, ab Saison 2013/14 Co-Trainer SpVgg Greuther Fürth)
- Michael Mason (1990–1992), (später Hamburger SV, FC St. Pauli)
- Yusuf Barak (1990–2003) Jugend, (2003–2006 und nochmals seit 2017 für KSV Baunatal II), (afghanischer Nationalspieler)
- André Schubert (2000–2002), (später Trainer SC Paderborn 07, FC St. Pauli, Sportvorstand KSV Hessen Kassel, Bundestrainer U-15, U-23 Borussia Mönchengladbach, Borussia Mönchengladbach)
- Stefan Markolf (2001–2004, 2010–2014), (später 1. FSV Mainz 05, Wuppertaler SV, aktuell wieder KSV Baunatal), Nationalspieler der deutschen Gehörlosennationalmannschaft[14]
- Özer Hurmacı (?–2004) Jugend,(Ankaraspor, Fenerbahçe Istanbul, Kasımpaşa Istanbul, Trabzonspor, bis 2010 türkischer Nationalspieler)
- Nejmeddin Daghfous (2001–2005) Jugend, (2005–2006), (später SC Paderborn 07, 1. FSV Mainz 05, VfR Aalen)
- Sergej Neubauer (2004–2006), (später 1. FC Kaiserslautern, Rot-Weiss Essen)
- Sören Gonther (2004–2007), (später SC Paderborn 07, FC St. Pauli, Dynamo Dresden), aktuell: FC Erzgebirge Aue
- Valentin Plavčić, (2009–2010) Trainer, KSV Baunatal II, 2009/10, danach NK Vitez Nachwuchsbereich, 2012/13 Aufstieg mit NK Vitez in die Premijer Liga, aktuell FK Rudar Kakanj Erste Liga der Föderation Bosnien und Herzegowina und Assistenztrainer der Frauen Nationalmannschaft Bosnien und Herzegowinas
- Lion Semic (2009–2017) Jugend, (aktuell: Borussia Dortmund und Deutschland U19)

## Historische Kader

### Kader 2. Bundesliga 1976/77
Trainer:
Peter Velhorn
Tor:
Peter Schüler |
Lothar Uhl
Abwehr:
Hans-Dieter Diehl |
Manfred Grawunder |
Otto Kastl

Georg Patzer |
Hans Adolf Schade |
Horst Prantschke |
Mittelfeld:
Jochem Ziegert |
Bernd Lichte |
Siegfried Bronnert |
Gerhard Reinbold |
Bernd Blacha |
Angriff:
Heinz Gerhard |
Horst Kilian |
Erhard Hofeditz |
Werner Bliska
Klaus Ganz |
Herbert Maciossek |
Norbert Fricke |
Quelle:

### Kader 2. Bundesliga 1977/78
Trainer:
Peter Velhorn

Co-Trainer
Günther Exner|
Co-Trainer
Hans Michel|
Tor:
Peter Schüler |
Lothar Uhl |
Abwehr:
Hans-Dieter Diehl |
Manfred Grawunder |
Otto Kastl

Klaus Zedler |
Georg Patzer |
Hans Adolf Schade |
Bernd Blacha |
Mittelfeld:
Jochem Ziegert |
Günter Oleknavicius

Siegfried Bronnert |
Gerhard Reinbold |
Angriff:
Klaus Ganz |
Eckhard Deterding |
Werner Bliska |
Wolfgang Reichel |
Herbert Maciossek |
Erhard Hofeditz |
Quelle:

### Kader 2. Bundesliga 1978/79
Trainer:
Bernd Oles

Co-Trainer
Norbert Wagner
Tor:
Peter Schüler |
Harald Klapper |
Lothar Uhl |
Abwehr:
Hans-Dieter Diehl |
Manfred Grawunder |
Otto Kastl

Jürgen Krawczyk |
Uwe Erkenbrecher

Hans Adolf Schade |
Mittelfeld:
Karl-Heinz Dickkopf |
Wolfgang Sandhowe

Wayne Thomas |
Gerhard Reinbold |
Edmond Melzer |
Angriff:
Klaus Ganz |
Bernd Krech |
Rolf Wiesenthal |
Wolfgang Reichel |
Otmar Riedl |
Quelle:

## Sportanlagen

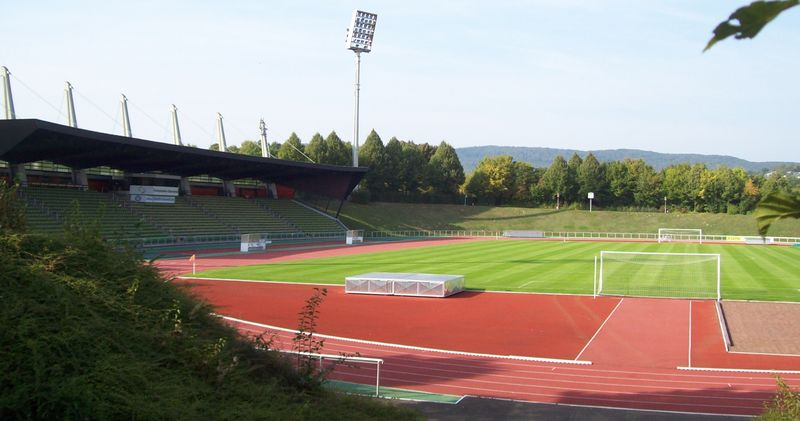
Parkstadion Baunatal

Die Stadt Baunatal stellt dem KSV Baunatal die für die Durchführung der Sportangebote notwendigen Sportplätze und Sporthallen zur Verfügung. Die Fußballer des KSV Baunatal tragen ihre Heimspiele im 1979 eröffneten Parkstadion Baunatal aus. Das Stadion bietet Platz für 7.578 Zuschauer, davon 2578 auf überdachten Sitzplätzen. Das Stadion verfügt zudem über Leichtathletikmöglichkeiten und eine Flutlichtanlage. Zudem stehen dem Verein ein weiteres Stadion am Baunsberg mit 3000 Stehplätzen sowie mehrere Trainingsplätze zur Verfügung. Die Rundsporthalle Baunatal ist die größte Halle mit 829 Sitzplätzen auf den Tribünen und 476 Sitzplätze auf der Teleskoptribüne. Für die Fitness- und Kursangebote des KSV Baunatal stehen vereinseigene Räume zur Verfügung, in denen sich auch die Geschäftsstelle und ein Bistro befinden. Für sein vereinseigenes Fitnessstudio erhielt der KSV Baunatal im Jahr 2008 vom Deutschen Olympischen Sportbund als bundesweit erster Verein das Siegel „Sport Pro Fitness“.